# Kenneth Branagh
 Sir Kenneth Charles Branagh (Belfast, 1960. december 10. –) Oscar-, Emmy- és kétszeres Európai Filmdíjas ír származású brit színész, filmrendező és forgatókönyvíró.

## Pályafutása
Rendezőként
23 évesen csatlakozott a Royal Shakespeare Company társulatához. 1989-ben megrendezte az  V. Henrik (Henry V) című filmet, amiben a címszerepet is eljátszotta. A filmet a kritikusok és a közönség is nagy tetszéssel fogadta. Branagh-t jelölték a legjobb rendezőnek és főszereplőnek járó Oscar-díjra. 1991-ben Hollywoodban is letette a névjegyét a  Meghalsz újra! (Dead Again) című thrillerrel, partnerei Emma Thompson és Andy García voltak.
1993-ban újabb Shakespeare-művet adaptált, de ezúttal egy vígjátékot, a  Sok hűhó semmiértet (Much Ado About Nothing), amely szintén nagy sikert aratott. 1994-ben Mary Shelley Frankensteinjét vitte filmvászonra Robert De Niróval a főszerepben: a mű vegyes megítélésben részesült. 1995-ben sajátos  Hamlet-feldolgozást készített  Hamlet, vagy amit akartok (In Bleak Midwinter) címmel. 1996-ban már a klasszikus  Hamlet tragédiáját keltette életre, amiben a rendezés mellett a főszerepet is magára osztotta. A filmben igazi sztárgárdát vonultatott fel, többek között szerepel benne Richard Attenborough, Julie Christie, Billy Crystal, Judi Dench, John Gielgud, Charlton Heston, Jack Lemmon, Robin Williams és Kate Winslet is. 2000-ben, négyéves hallgatás után, újabb  Shakespeare-adaptáció következett, a  Lóvátett lovagok (Love's Labour's Lost). A film nem aratott túl nagy sikert, főleg Branagh előző adaptációi tükrében. 2006-ban az  Ahogy tetszik (As You Like It) következett, szintén  Shakespeare nyomán, de ezt a filmet már csak rendezőként jegyezte Branagh. Szintén 2006-ban rendezőként és forgatókönyvíróként jegyezte A varázsfuvolát René Pape főszereplésével. A következő évben egy krimi klasszikushoz nyúlt, de a Mesterdetektív nem érte el az eredeti 1972-es produkció sikerét.
Színészként
Színészként 1989-ben tűnt fel igazán a John Osborne drámájából adaptált  Nézz vissza haraggal (Look Back in Anger) című tévéfilmben  Emma Thompson oldalán. 
Az Oliver Parker rendezte  Othelloban is nagyon emlékezetes  Jágó alakítással örvendeztette meg a nézőket, de Woody Allen is főszerepet adott neki a  Sztárral szemben (Celebrity) című tragikomédiában.

## Magánélete
Hat évnyi házasság után elvált Emma Thompsontól, később öt évig élt együtt Helena Bonham Carterrel, akivel 1999-ben szakított. Rövid kapcsolat fűzte még az amerikai Alicia Silverstone-hoz is. 2003-ban feleségül vette Lindsay Brunnock díszlettervezőt, akivel jelenleg is együtt él.

## Filmográfia

### Filmrendezései

#### Nagyjátékfilmek
| Év   | Magyar cím                      | Eredeti cím                  | Feladatkör | Feladatkör | Feladatkör |
| Év   | Magyar cím                      | Eredeti cím                  | Rendező    | Író        | Producer   |
| ---- | ------------------------------- | ---------------------------- | ---------- | ---------- | ---------- |
| 1989 | V. Henrik                       | Henry V                      | Igen       | Igen       | Nem        |
| 1991 | Meghalsz újra!                  | Dead Again                   | Igen       | Nem        | Nem        |
| 1992 | Szilveszteri durranások         | Peter's Friends              | Igen       | Nem        | Igen       |
| 1993 | Sok hűhó semmiért               | Much Ado About Nothing       | Igen       | Igen       | Igen       |
| 1994 | Frankenstein                    | Mary Shelley's Frankenstein  | Igen       | Nem        | Nem        |
| 1995 | Hamlet, vagy amit akartok       | In the Bleak Midwinter       | Igen       | Igen       | Nem        |
| 1996 | Hamlet                          | Hamlet                       | Igen       | Igen       | Nem        |
| 2000 | Lóvátett lovagok                | Love's Labour's Lost         | Igen       | Igen       | Igen       |
| 2006 | Ahogy tetszik                   | As You Like It               | Igen       | Igen       | Igen       |
| 2006 | A varázsfuvola                  | The Magic Flute              | Igen       | Igen       | Nem        |
| 2007 | Mesterdetektív                  | Sleuth                       | Igen       | Nem        | Igen       |
| 2011 | Thor                            | Thor                         | Igen       | Nem        | Nem        |
| 2014 | Jack Ryan: Árnyékügynök         | Jack Ryan: Shadow Recruit    | Igen       | Nem        | Nem        |
| 2015 | Hamupipőke                      | Cinderella                   | Igen       | Nem        | Nem        |
| 2017 | Gyilkosság az Orient expresszen | Murder on the Orient Express | Igen       | Nem        | Igen       |
| 2018 | Színház a világ                 | All Is True                  | Igen       | Nem        | Nem        |
| 2020 | Artemis Fowl                    | Artemis Fowl                 | Igen       | Nem        | Igen       |
| 2021 | Belfast                         | Belfast                      | Igen       | Igen       | Igen       |
| 2022 | Halál a Níluson                 | Death on the Nile            | Igen       | Nem        | Igen       |
| 2023 | Szeánsz Velencében              | A Haunting in Venice         | Igen       | Nem        | Igen       |

#### Rövidfilmek
| Év   | Magyar cím | Eredeti cím | Feladatkör | Feladatkör |
| Év   | Magyar cím | Eredeti cím | Rendező    | Író        |
| ---- | ---------- | ----------- | ---------- | ---------- |
| 1992 | Hattyúdal  | Swan Song   | Igen       | Nem        |
| 2003 |            | Listening   | Igen       | Igen       |

### Színészként

#### Film
| Év   | Magyar cím                                   | Eredeti cím                             | Szerep                      | Magyar hang      | Rendező                |
| ---- | -------------------------------------------- | --------------------------------------- | --------------------------- | ---------------- | ---------------------- |
| 1981 | Tűzszekerek                                  | Chariots of Fire                        | Cambridge-i diák            |                  | Hugh Hudson            |
| 1987 | Egy hónap vidéken                            | A Month in the Country                  | James Moon                  |                  | Pat O'Connor           |
| 1987 | Rodoszi kolosszális                          | High Season                             | Rick                        | Csankó Zoltán    | Clare Peploe           |
| 1989 | V. Henrik                                    | Henry V                                 | V. Henrik                   | László Zsolt     | Kenneth Branagh (1.)   |
| 1989 | V. Henrik                                    | Henry V                                 | V. Henrik                   | Dörner György    | Kenneth Branagh (1.)   |
| 1989 | V. Henrik                                    | Henry V                                 | V. Henrik                   | Viczián Ottó     | Kenneth Branagh (1.)   |
| 1991 | Meghalsz újra!                               | Dead Again                              | Mike Church / Roman Strauss | Gergely Róbert   | Kenneth Branagh (2.)   |
| 1992 | Szilveszteri durranások                      | Peter's Friends                         | Andrew Benson               | Háda János       | Kenneth Branagh (3.)   |
| 1992 | Szilveszteri durranások                      | Peter's Friends                         | Andrew Benson               | Dévai Balázs     | Kenneth Branagh (3.)   |
| 1993 | Sok hűhó semmiért                            | Much Ado About Nothing                  | Benedek                     | Cserhalmi György | Kenneth Branagh (4.)   |
| 1993 | Szving mindhalálig                           | Swing Kids                              | Herr Knopp, Gestapo         | Mihályi Győző    | Thomas Carter          |
| 1994 | Frankenstein                                 | Mary Shelley's Frankenstein             | Victor Frankenstein         | Selmeczi Roland  | Kenneth Branagh (5.)   |
| 1994 | Frankenstein                                 | Mary Shelley's Frankenstein             | Victor Frankenstein         | Széles László    | Kenneth Branagh (5.)   |
| 1995 | Othello                                      | Othello                                 | Jago                        | Barbinek Péter   | Oliver Parker          |
| 1996 | Hamlet                                       | Hamlet                                  | Hamlet, dán királyfi        | Szakácsi Sándor  | Kenneth Branagh (6.)   |
| 1996 | Hamlet                                       | Hamlet                                  | Hamlet, dán királyfi        | Viczián Ottó     | Kenneth Branagh (6.)   |
| 1998 | Démoni csapda                                | The Gingerbread Man                     | Rick Magruder               | Kaszás Attila    | Robert Altman          |
| 1998 | Démoni csapda                                | The Gingerbread Man                     | Rick Magruder               | Dörner György    | Robert Altman          |
| 1998 | A repülés elmélete                           | The Theory of Flight                    | Richard                     | Szakácsi Sándor  | Paul Greengrass        |
| 1998 | Sztárral szemben                             | Celebrity                               | Lee Simon                   | Rátóti Zoltán    | Woody Allen            |
| 1998 | Az alku                                      | The Proposition                         | Michael McKinnon atya       | Szakácsi Sándor  | Lesli Linka Glatter    |
| 1998 | Az alku                                      | The Proposition                         | Michael McKinnon atya       | Háda János       | Lesli Linka Glatter    |
| 1998 |                                              | The Dance of Shiva (rövidfilm)          | Evans ezredes               |                  | Jamie Payne            |
| 1999 |                                              | Alien Love Triangle (rövidfilm)         | Steven Chesterman           |                  | Danny Boyle            |
| 1999 | Wild Wild West – Vadiúj vadnyugat            | Wild Wild West                          | Dr. Arliss Loveless         | Szakácsi Sándor  | Barry Sonnenfeld       |
| 1999 | A parókakészítő (rövidfilm)                  | Periwig Maker                           | parókakészítő               |                  | Steffen Schäffler      |
| 2000 | Lóvátett lovagok                             | Love's Labour's Lost                    | Biron                       | Lux Ádám         | Kenneth Branagh (7.)   |
| 2000 | Irány Eldorádó                               | The Road to El Dorado                   | Miguel (hangja)             | Széles László    | Bibo Bergeron          |
| 2000 | Irány Eldorádó                               | The Road to El Dorado                   | Miguel (hangja)             | Széles László    | Don Paul               |
| 2000 | Hogyan öljük meg a szomszéd kutyáját         | How to Kill Your Neighbor's Dog         | Peter McGowen               |                  | Michael Kalesniko      |
| 2001 |                                              | Schneider's 2nd Stage (rövidfilm)       | Joseph Barnett              |                  | Phil Stoole            |
| 2002 | 1200 mérföld hazáig                          | Rabbit-Proof Fence                      | A. O. Neville               | Forgács Gábor    | Phillip Noyce          |
| 2002 | Harry Potter és a Titkok Kamrája             | Harry Potter and the Chamber of Secrets | Gilderoy Lockhart           | Csankó Zoltán    | Chris Columbus         |
| 2004 | Minden napra egy varázslat! (A srácok és Az) | Five Children and It                    | Albert bácsi                | Kőszegi Ákos     | John Stephenson        |
| 2007 | Mesterdetektív                               | Sleuth                                  | férfi a TV-ben              |                  | Kenneth Branagh (8.)   |
| 2008 | Valkűr                                       | Valkyrie                                | Henning von Tresckow        | Csankó Zoltán    | Bryan Singer           |
| 2009 | Rockhajó                                     | The Boat That Rocked                    | Sir Alistair Dormandy       | Csankó Zoltán    | Richard Curtis         |
| 2011 | Egy hét Marilynnel                           | My Week with Marilyn                    | Laurence Olivier            | Kulka János      | Simon Curtis           |
| 2012 |                                              | Stars in Shorts ("Prodigal" szegmens)   | Mark Snow                   |                  | Benjamin Grayson       |
| 2014 | Jack Ryan: Árnyékügynök                      | Jack Ryan: Shadow Recruit               | Viktor Cherevin             | Csankó Zoltán    | Kenneth Branagh (9.)   |
| 2016 |                                              | Mindhorn                                | önmaga (cameo)              |                  | Sean Foley             |
| 2017 | Dunkirk                                      | Dunkirk                                 | Bolton parancsnok           | Csankó Zoltán    | Christopher Nolan (1.) |
| 2017 | Gyilkosság az Orient expresszen              | Murder on the Orient Express            | Hercule Poirot              | Csankó Zoltán    | Kenneth Branagh (10.)  |
| 2018 | Bosszúállók: Végtelen háború                 | Avengers: Infinity War                  | asgardi (hangja)            |                  | Anthony és Joe Russo   |
| 2018 | Színház a világ                              | All Is True                             | William Shakespeare         |                  | Kenneth Branagh (11.)  |
| 2020 | Tenet                                        | Tenet                                   | Andrei Sator                | Csankó Zoltán    | Jonathan Nolan         |
| 2022 | Halál a Níluson                              | Death on the Nile                       | Hercule Poirot              | Csankó Zoltán    | Kenneth Branagh (12.)  |
| 2023 | Oppenheimer                                  | Oppenheimer                             | Niels Bohr                  | Csankó Zoltán    | Christopher Nolan (2.) |
| 2023 | Szeánsz Velencében                           | A Haunting in Venice                    | Hercule Poirot              | Csankó Zoltán    | Kenneth Branagh (13.)  |
| 2025 | Királyok királya                             | King of Kings                           | Charles Dickens (hangja)    |                  | Csang Szongho          |
| 2026 |                                              | The Devil Wears Prada 2                 |                             |                  | David Frankel          |
| 2027 |                                              | The Thomas Crown Affair                 |                             |                  | Michael B. Jordan      |

#### Televízió
| Év        | Magyar cím            | Eredeti cím                | Szerep                      | Megjegyzések                                         |
| --------- | --------------------- | -------------------------- | --------------------------- | ---------------------------------------------------- |
| 1982–1984 |                       | Play for Tomorrow          | diák / Billy Martin         | 4 epizód                                             |
| 1983      |                       | To the Lighthouse          | Charles Tansley             | tévéfilm                                             |
| 1983      |                       | Maybury                    | Robert Clyde Moffat         | 2 epizód                                             |
| 1984      | Egy fiú a vadonban    | The Boy in the Bush        | Jack Grant                  | minisorozat                                          |
| 1985      |                       | Coming Through             | D. H. Lawrence              | tévéfilm                                             |
| 1987      |                       | The Lady's Not for Burning | Thomas Mendip               | tévéfilm                                             |
| 1987      |                       | Lorna                      | Billy                       | tévéfilm                                             |
| 1987      |                       | Theatre Night              | Oswald                      | 1 epizód                                             |
| 1987      |                       | Fortunes of War            | Guy Pringle                 | 7 epizód                                             |
| 1988      |                       | Thompson                   | több szereplő               | 6 epizód                                             |
| 1988      |                       | American Playhouse         | Gordan Evans                | 1 epizód                                             |
| 1989      | Nézz vissza haraggal! | Look Back in Anger         | Jimmy Porter                | tévéfilm                                             |
| 1995      |                       | The Shadow of a Gunman     | Donal Davoren               | 1 epizód                                             |
| 2001      | Az összeesküvés       | Conspiracy                 | Reinhard Heydrich           | - tévéfilm - magyar hangja: - Lux Ádám               |
| 2002      | Shackleton            | Shackleton                 | Sir Ernest Henry Shackleton | - minisorozat - magyar hangja: - Selmeczi Roland     |
| 2005      |                       | Warm Springs               | Franklin D. Roosevelt       | tévéfilm                                             |
| 2006      |                       | Lunar Jim                  | Eco                         | 92 epizód                                            |
| 2008      |                       | 10 Days to War             | Tim Collins ezredes         | 1 epizód                                             |
| 2008–2016 | Wallander             | Wallander                  | Kurt Wallander              | - főszereplő (12 epizód) - magyar hangja: - Lux Ádám |
| 2018      |                       | Upstart Crow               | Colin / The Stranger        | 1 epizód                                             |
| 2022      |                       | This Sceptred Isle         | Boris Johnson               |                                                      |
| 2023–     | A kék szemű szamuráj  | Blue Eye Samurai           | Abijah Fowler (hangja)      | - főszereplő - magyar hangja: - Csankó Zoltán        |

### Narrátorként
| Év   | Magyar cím                                  | Eredeti cím                                  | Megjegyzések                                                                                                   |
| ---- | ------------------------------------------- | -------------------------------------------- | --- |
| 1995 | Anna Frank emlékezete                       | Anne Frank Remembered                        | dokumentumfilm                                                                                                 |
| 1996 |                                             | Cinema Europe: The Other Hollywood           | hat epizód |
| 1997 |                                             | Great Composers                              | hét epizód |
| 1998 |                                             | Cold War                                     | 24 epizód |
| 1999 | Dinoszauruszok, a Föld urai                 | Walking with Dinosaurs                       | - 6 epizód - magyar hangja: - Pálffy István (1-6. rész) - Csankó Zoltán (1-4. rész) - Bozai József (5-6. rész) |
| 2001 |                                             | The Science of Walking with Beasts           | két epizód |
| 2001 | A Nagy Al balladája                         | The Ballad of Big Al                         | - különkiadás (2 epizód) - magyar hangja: - Mihályi Győző                                                      |
| 2001 | Ősállatok között                            | Walking with Beasts                          | - 6 epizód - magyar hangja: - Lux Ádám (1-6. rész) - Bozai József (1-6. rész)                                  |
| 2002 |                                             | The Tramp and the Dictator                   | dokumentumfilm                                                                                                 |
| 2005 | Szörnyek bolygója                           | Walking with Monsters: Life Before Dinosaurs | - 3 epizód - magyar hangja: - Haás Vander Péter                                                                |
| 2005 |                                             | Das Goebbels-Experiment                      | dokumentumfilm                                                                                                 |
| 2005 |                                             | IMAX: Galapagos                              | dokumentum-rövidfilm                                                                                           |
| 2005 | Retusált filmtekercsek az I. világháborúból | World War 1 in Colour                        | 6 epizód |
| 2006 |                                             | The American Experience                      | 1 epizód |
| 2011 |                                             | A Poem is...                                 | 1 epizód |

## Fontosabb díjak és jelölések
Európai Filmdíj
- 1990 díj: Legjobb újoncfilm (V. Henrik)
- 1990 díj: Legjobb színész (V. Henrik)
- 2022 jelölés: Legjobb forgatókönyvíró (Belfast)

Berlini Nemzetközi Filmfesztivál
- 1992  jelölés: Arany Medve (Meghalsz újra)

Cannes-i fesztivál
- 1993 jelölés: Arany Pálma (Sok hűhó semmiért)

Oscar-díj
- 1990. jelölés: Legjobb rendező (V. Henrik)
- 1990. jelölés: Legjobb színész (V. Henrik)
- 1993. jelölés: Legjobb rövidfilm (Hattyúdal)
- 1997. jelölés: Legjobb adaptált forgatókönyv (Hamlet)
- 2012. jelölés Legjobb férfi mellékszereplő (Egy hét Marilynnel)
- 2022. jelölés: Legjobb rendező (Belfast)
- 2022. díj: Legjobb eredeti forgatókönyv (Belfast)
- 2022. jelölés: Legjobb film (Belfast)

BAFTA-díj
- 1988 jelölés: Legjobb férfi főszereplő (drámasorozatban) (Fortunes of War)
- 1990 díj: Legjobb rendező (V. Henrik)
- 1990 jelölés: Legjobb férfi főszereplő (V. Henrik)
- 2003 jelölés: Legjobb férfi főszereplő (drámasorozatban) (Shackleton: Túlélni az Antarktiszt)
- 2003 jelölés: Legjobb férfi főszereplő (drámasorozatban) (Az összeesküvés)
- 2009 díj: Legjobb drámasorozat (Wallander)
- 2010 díj: Legjobb férfi főszereplő (drámasorozatban) (Wallander)
- 2012 jelölés: Legjobb férfi mellékszereplő (Egy hét Marilynnel)
- 2022 jelölés: Legjobb film (Belfast)
- 2022 jelölés: Legjobb eredeti forgatókönyv (Belfast)
- 2022 díj: Legjobb brit film (Belfast)

Arany Málna díj
- 2000 jelölés: Legrosszabb férfi epizódszereplő (Wild Wild West – Vadiúj vadnyugat)

Golden Globe-díj
- 2002 jelölés: Legjobb férfi főszereplő (minisorozat vagy tévéfilm) (Az összeesküvés)
- 2006 jelölés: Legjobb férfi főszereplő (televíziós minisorozat vagy tévéfilm) (Warm Springs)
- 2010 jelölés: Legjobb férfi főszereplő (televíziós minisorozat vagy tévéfilm) (Wallander)
- 2012 jelölés: Legjobb férfi mellékszereplő (Egy hét Marilynnel)
- 2022 jelölés: Legjobb rendező (Belfast)
- 2022 díj: Legjobb forgatókönyv (Belfast)

Primetime Emmy-díj
- 2001 díj: Legjobb színész tévéfilmben (Az összeesküvés)
- 2002 jelölés: Legjobb színész tévéfilmben (Shackleton)
- 2005 jelölés: Legjobb színész tévéfilmben (Warm Springs)
- 2009 jelölés: Legjobb színész tévéfilmben (Wallander)

Velencei Nemzetközi Filmfesztivál
- 2007 díj: Queer Lion -Speciel Mention (Mesterdetektív)
- 2007 jelölés: Queer Lion (Mesterdetektív)
- 2007 jelölés: Arany Oroszlán (Mesterdetektív)
- 1995 díj: Arany Osella-díj (Hamlet, vagy amit akartok)
- 1995 díj: Arany Oroszlán (Hamlet, vagy amit akartok)